# Low Ackworth
Low Ackworth – osada w Anglii, w hrabstwie West Yorkshire, w dystrykcie Wakefield. Leży 12,7 km od miasta Wakefield, 21,9 km od miasta Leeds i 252 km od Londynu. W 2016 miejscowość liczyła 953 mieszkańców.